# Better Motörhead than Dead: Live at Hammersmith
A Better Motörhead than Dead: Live at Hammersmith album a brit Motörhead zenekar 2007-ben megjelent dupla koncertlemeze, melyet 2005-ben az együttes 30 éves fennállásának alkalmából tartott jubileumi koncerten rögzítettek a londoni Hammersmith Apolloban, több mint 5000 rajongó előtt.

## Az album dalai
Első CD
1. "Dr. Rock" – 3:51
2. "Stay Clean" – 2:46
3. "Shoot You in the Back" – 2:55
4. "Love Me Like a Reptile" – 4:04
5. "Killers" – 4:26
6. "Metropolis" – 3:49
7. "Love for Sale" – 5:00
8. "Over the Top" – 2:44
9. "No Class" – 4:01
10. "I Got Mine" – 5:12
11. "In the Name of Tragedy" – 4:00
12. "Dancing on Your Grave" – 4:02

Második CD
1. "R.A.M.O.N.E.S." – 1:57
2. "Sacrifice" – 6:29
3. "Just 'cos You Got the Power" – 6:32
4. "(We Are) The Road Crew" – 3:14
5. "Going to Brazil" – 2:18
6. "Killed by Death" – 5:49
7. "Iron Fist" – 6:10
8. "Whorehouse Blues" – 4:51
9. "Bomber" – 3:33
10. "Ace of Spades" – 5:23
11. "Overkill" – 9:42

## Közreműködők
- Ian 'Lemmy' Kilmister – basszusgitár, ének
- Phil Campbell – gitár
- Mikkey Dee – dobok